# Harpactea strandjica
Harpactea strandjica är en spindelart som beskrevs av Dimitrov 1997. Harpactea strandjica ingår i släktet Harpactea och familjen ringögonspindlar.
Artens utbredningsområde är Bulgarien. Inga underarter finns listade i Catalogue of Life.